# Carl Fügerl
Carl Stephan Fügerl (* 2. September 1805 in Klosterbruck; † 16. April 1881 in Wien) war ein österreichischer Beamter und Politiker.

## Leben
Fügerl war katholischer Konfession und heiratete 1854. Von 1826 bis 1827 studierte er Philosophie an der Universität Wien. Von 1828 bis 1845 war er Regierungspraktikant, zunächst in Wien, seit 1831 in Korneuburg. Zwischen 1845 und 1850 war er Kreiskommissär in Korneuburg und von 1850 bis 1856 Bezirkshauptmann in Bezirk Korneuburg und ab 1854 im Bezirk St. Pölten. Von 1856 bis 1859 war er Statthaltereisekretär in Wien und von 1859 bis 1868 Statthaltereirat (Referat für Kultus und Unterricht) in Brünn. 1868 trat er in den Ruhestand und lebte dann im Wien.
Vom 18. Mai 1848 bis zum 13. April 1849 vertrat er den Wahlkreis 7. Österreich unter der Enns (Korneuburg) in der Frankfurter Nationalversammlung. Im Parlament blieb er fraktionslos und stimmte mit der Rechten. Er gehörte zu den Abgeordneten, die gegen die Wahl Friedrich Wilhelms IV. zum Kaiser der Deutschen stimmten.